# Blagoja Georgievski
Blagoja Georgievski (en macedonio: Благоја Георгиевски) (Skopie, RFS Yugoslavia, 15 de octubre de 1950 - Skopie, 29 de enero de 2020) fue un baloncestista macedonio. Consiguió una medalla en competiciones internacionales con Yugoslavia y otra en los Juegos Olímpicos de Montreal 1976.

## Biografía
En 1971 compitió en el campeonato de Europa en la República Federal de Alemania (Alemania del Oeste) ganó junto con su equipo la medalla de plata. En 1972 formó parte del equipo que jugó en los Juegos Olímpicos de Múnich. En 1976 jugó en los Juegos Olímpicos de Montreal, junto con la selección yugoslava ganó la medalla de plata. A principio de 1990 tras retirarse como jugador fue entrenador y seleccionador del equipo senior.
La mayor parte de su trayectoria deportiva 1975-76 fue como jugador en el KK Rabotnički, equipo de la liga superior de baloncesto yugoslava.
Falleció el 29 de enero de 2020 a los sesenta y nueve años en Skopie tras sufrir un accidente de tráfico cuando perdió el control del vehículo que conducía a causa de la humedad en el pavimento.